# Кубок Меркосур
Кубок Меркосур (исп. Copa Mercosur, порт. Copa Mercosul) — международный турнир по футболу среди клубов стран южной части Южной Америки. Разыгрывался ежегодно в 1998−2001 (всего четыре розыгрыша). Для стран северной части Южной Америки проводился аналог — Кубок Мерконорте.
На русский язык название турнира можно перевести как Кубок Южного рынка.

## Формат
В турнире участвовали команды пяти стран Южной Америки: Аргентины, Бразилии, Парагвая, Уругвая и Чили. 20 участников разбивались на 5 групп. Победители групп вместе с тремя лучшими вторыми командами выходили в четвертьфинал.
Чётких критериев отбора участников не существовало. Необходимо было лишь, чтобы команды обладали большой популярностью среди болельщиков. Таким образом, турнир проводился скорее с коммерческими целями, чем спортивными. В 1998 году было принято решение, что команды, занявшие последние места в группах, в розыгрыше 1999 года будут заменены новыми национальными чемпионами указанных пяти стран. Однако все чемпионы следующего года («Индепендьенте», «Коринтианс», «Серро Портеньо», «Пеньяроль» и «Универсидад де Чили») уже находились в числе участников, поэтому никаких изменений не произошло.

## Финалы
| Сезон      | Победитель                     | Счёт                   | Финалист                  |
| ---------- | ------------------------------ | ---------------------- | ------------------------- |
| 1998 Обзор | Палмейрас (Сан-Паулу)          | 1:2, 3:1 доп. матч 1:0 | Крузейро (Белу-Оризонти)  |
| 1999 Обзор | Фламенго (Рио-де-Жанейро)      | 4:3, 3:3               | Палмейрас (Сан-Паулу)     |
| 2000 Обзор | Васко да Гама (Рио-де-Жанейро) | 2:0, 0:1 доп. матч 4:3 | Палмейрас (Сан-Паулу)     |
| 2001 Обзор | Сан-Лоренсо (Буэнос-Айрес)     | 0:0, 1:1 (п. 4:3)      | Фламенго (Рио-де-Жанейро) |

## Победители и финалисты
| Клуб                           | П | Ф | Годы             |
| ------------------------------ | - | - | ---------------- |
| Палмейрас (Сан-Паулу)          | 1 | 3 | 1998, 1999, 2000 |
| Фламенго (Рио-де-Жанейро)      | 1 | 2 | 1999, 2001       |
| Васко да Гама (Рио-де-Жанейро) | 1 | 1 | 2000             |
| Сан-Лоренсо (Буэнос-Айрес)     | 1 | 1 | 2001             |
| Крузейро (Белу-Оризонти)       |   | 1 | 1999             |

### По странам
| Страна    | П | Ф |
| --------- | - | - |
| Бразилия  | 3 | 7 |
| Аргентина | 1 | 1 |